# North American Navaho SM-64

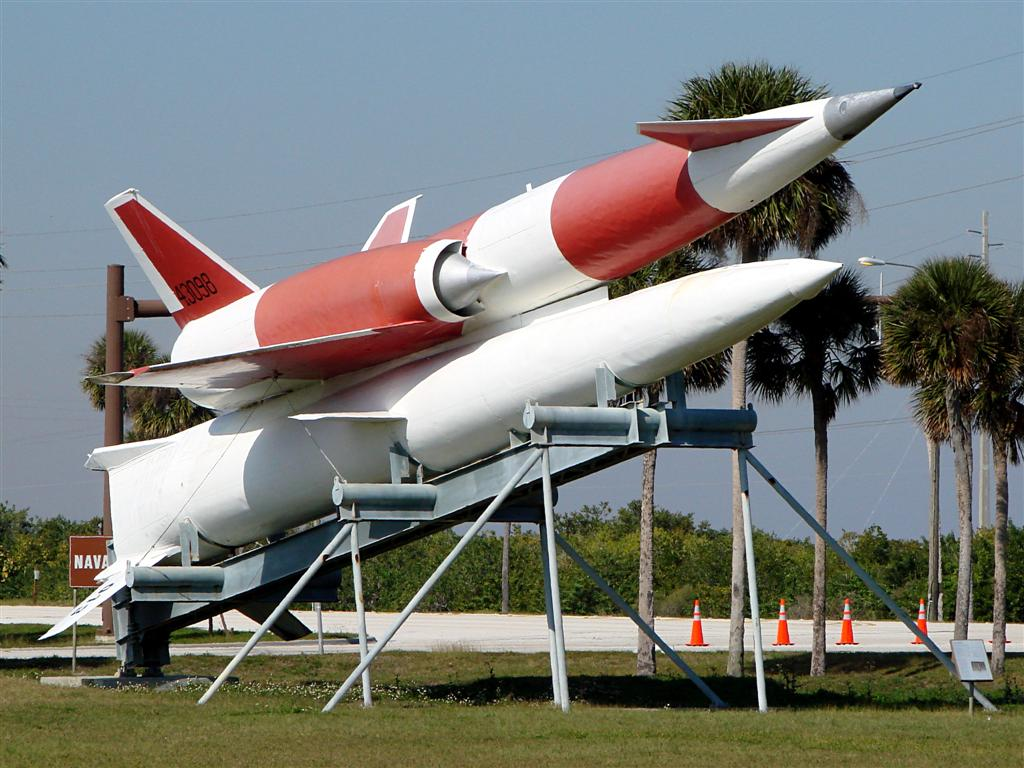
SM-64 Navaho op zijn steiger bij Cape Canaveral.

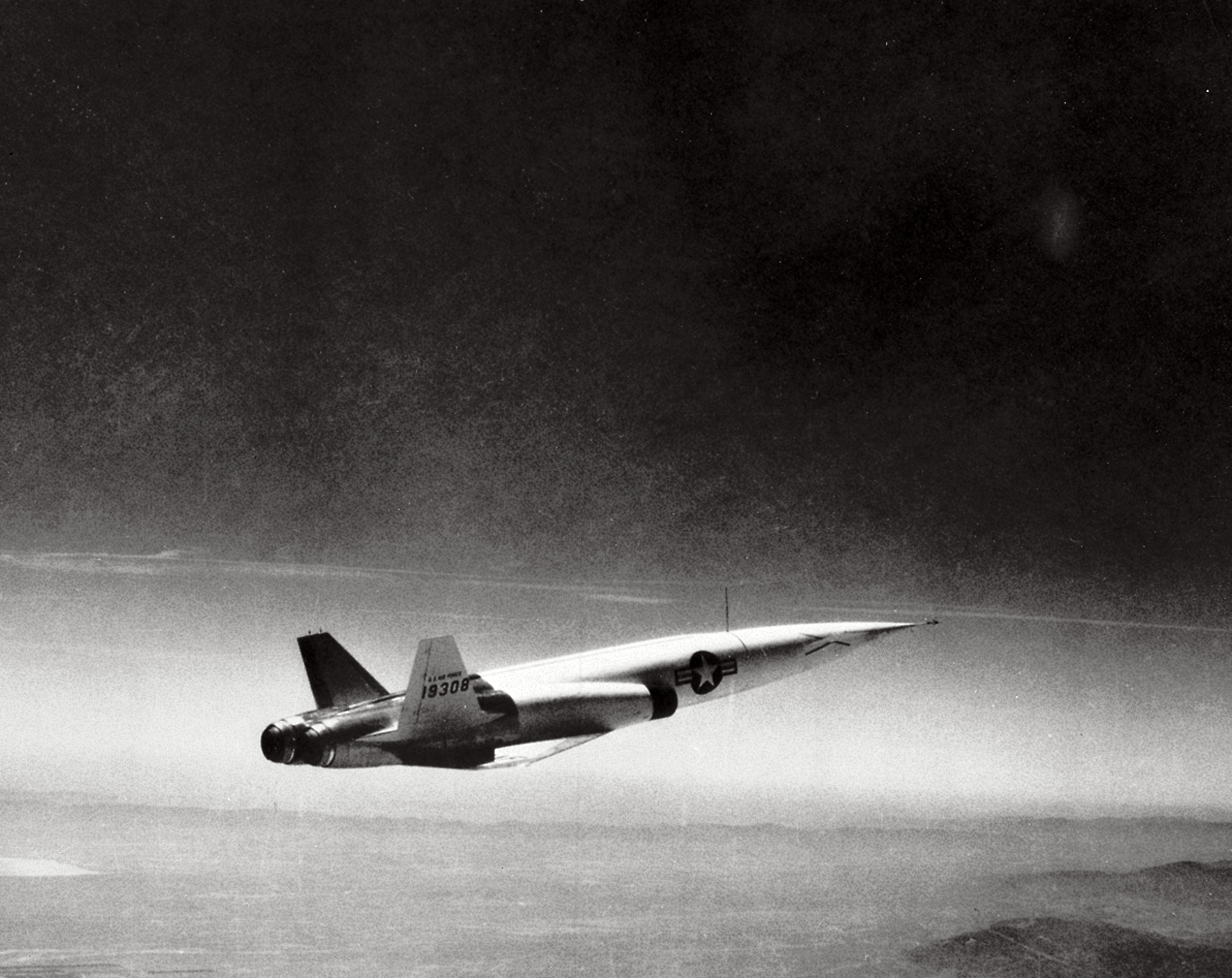
Een SM-64 Navaho in vlucht.

De North American SM-64 Navaho was een experimenteel Amerikaans supersonisch intercontinentaal kruisvluchtwapen. Het Navaho-programma liep van 1946 tot 1957, toen de Amerikaanse luchtmacht (USAF) het project afblies.
Aan het eind van de jaren ’50 van vorige eeuw was de ontwikkeling van de eerste typen kruisvluchtwapens in volle gang. Dit kwam doordat de Amerikanen er – mede door de probleemloze lancering van de eerste Russische satellieten - achter waren gekomen dat hun eigen programma voor het ontwikkelen en perfectioneren van ballistische raketten behoorlijk op het Russische programma achterliep.
Het hierdoor ontstane missile gap (letterlijk: "raketgat") moest worden overbrugd. En snel ook! De plannen met de North American Navaho SM-64 waren dan ook grootser en ambitieuzer opgezet dan bij de Northrop Snark SM-62 ofschoon beide raketten min of meer gelijktijdig met elkaar werden ontwikkeld.
De USAF wilde eerst de subsonische Snark operationeel hebben; een jaar later gevolgd door de supersonische Navaho. Enkele jaren later zouden beide dan door nieuwe en inmiddels geperfectioneerde ballistische raketten worden vervangen.
De ontwikkelingen liepen echter anders dan werd verwacht en de Navaho werd nooit operationeel.
Ondanks alles zag de USAF het Navaho project als grote stap voorwaarts bij de raketontwikkeling. De Navaho vereiste totaal nieuwe technieken die een ingewikkelde raket voortbrachten. Door de aerodynamische verhitting (300°C bij Mach 2 en 660°C bij Mach 3) moesten nieuwe materialen worden benut. North American Aviation gebruikte titanium-legeringen die sterker waren dan aluminium en 40% lichter dan staal. Ook werden dure nieuwe materialen gebruikt in de elektrische circuits. Ongeteste technologie werd toegepast in de ontwikkeling van de canard vleugelconfiguratie, ramjets, geleiding en de massieve raketbooster.

## Technische gegevens
| N.A. SurfaceMissile-64 Navaho |                                                                        |
| ----------------------------- | ---------------------------------------------------------------------- |
| Lengte                        | 26,7 m                                                                 |
| Spanwijdte                    | 13 m                                                                   |
| Hoogte                        | 4,1 m                                                                  |
| Massa                         | 54.600 kg, booster 81.500 kg                                           |
| Motor                         | 2x Wright XRJ47-W-7 ramjet, booster XLR83-NA-1 vloeibarebrandstofmotor |
| Brandstof                     | 1x vloeibare brandstof booster,                                        |
| Totaal afgeleverd             | 150 stuks                                                              |
| Maximumsnelheid               | mach 3,3 op 27.000 m                                                   |
| Bereik                        | 12.000 km                                                              |
| Lading                        | W-39 nucleair, circa 4 megaton TNT-equivalent                          |

## Geschiedenis
In december 1945 was door technici van North American aan de USAF voorgesteld om het Duitse raketonderzoek uit de Tweede Wereldoorlog voort te zetten. North American stelde een plan in 3 fasen voor; eerst zou men proberen om vleugels aan een V2 te monteren; daarna zou men een vervangende turbojet of ramjet als krachtbron voor de raket zoeken en uiteindelijk zou men deze raket aan een boosterraket koppelen om intercontinentale afstanden te overbruggen.
In april 1946 ging de USAF met de eerste fase akkoord; ontwikkeling van project MX-770, een grond-grond raket in het 175-500 mijl bereik. In juli 1947 werd de ontwikkeling van een 1500 mijl overbruggende supersonische ramjet toegevoegd. In maart 1948 werd gevraagd om een toestel dat 1000 mijl kon vliegen; daarna meteen maar om een bereik van 3000 mijl en 5000 mijl. In paniek overwoog de USAF in 1950 zelfs om de Navaho vanuit de Convair B-36 te lanceren. Dit idee werd het jaar daarop alweer verworpen. Uiteindelijk werden er geen wijzigingen in het programma doorgevoerd.
Het Navaho programma zou verlopen in de ontwerp-, de constructie- en de praktische testfasen. Dit moest gaan leiden tot een bruikbare raket met een bereik van 3600 mijl en na perfectionering ten slotte tot een operationeel inzetbare raket met een bereik van meer dan 5500 mijl.
De USAF duidde de eerste trap, het turbojet testvoertuig, aan als X-10. Deze vloog voor het eerst in 1953, aangedreven door 2 Westinghouse J40WE-1 turbojets. De raket was 21 m lang en had een canard, "V" staart en een Deltavleugel. Radiocontrole en een landingsgestel maakten de berging mogelijk. De testvoertuigen maakten 27 vluchten waarbij het toestel tijdens de 19e vlucht sneller vloog dan Mach 2,5. Hiermee werd een snelheidsrecord voor turbojet aangedreven toestellen gevestigd.
Helaas vertraagden technische problemen de ontwikkeling van de tussenliggende fase van de XSM-64 raket. In maart 1952 rekende de USAF op een datum van eerste operationeel stelling in begin 1954; dat werd pas april 1956. De problemen deden zich niet met een enkel onderdeel voor maar zowel met alles behalve het airframe.
Van 1954 tot 1955 overwoog de USAF de XSM-64 maar operationeel te maken maar technische problemen en vertragingen in het programma brachten dit idee om zeep. De luchtmacht bespoedigde het Navaho vanaf 1955 wel zo veel mogelijk maar de ontwikkeling van de ICBMs (intercontinental ballistic missiles) en IRBMs (intermediate range ballistic missiles) ging boven alles.
De XSM-64 leek als 2 druppels water op de X-10 maar het verschil zat hem in de grote booster raket die eraan vast was gekoppeld. Totaal was de lengte van de verticaal te lanceren raket nu 32 m.
Zo indrukwekkend als de XSM-64 er in theorie uitzag zo teleurstellend waren de prestaties. De XSM-64 tests gaven slechte resultaten te zien; het project werd als onvoldoende gewaardeerd. De eerste XSM-64 lancering in november 1956 eindigde na 26 seconden in een grote klap. Meer dan 10 slecht verlopen lanceringen later ging de Navaho in maart 1957 eindelijk de lucht in voor een totale vluchtduur van 4 minuten en 39 seconden!
Het was daarom logisch dat de USAF het hele programma in juli 1957 afblies. Positieve resultaten bleven uit; de kosten rezen de pan uit; tijdschema’s werden niet gehaald en bovendien ging de ontwikkeling van de Amerikaanse nieuwe ballistische raketten steeds beter en sneller.
Er werden nog vijf vluchten uitgevoerd tussen augustus 1957 en februari 1958. Geplaagd door fouten en problemen overschreed het toestel Mach 3 en haalde de langste vlucht tot dan toe (42 minuten en 24 seconden). De laatste tests waren twee lanceringen die niet succesvol verliepen. Op de eerste vlucht van september 1958 weigerden de ramjets dienst en op de tweede en laatste vlucht in november 1958 brak de raket op een hoogte van 18 km in stukken.
Toch waren er nog positieve punten. Hoewel de Navaho nooit operationeel werd gebeurde dit wel met diverse componenten van het toestel. Enkele werden gebruikt in andere niet succesvolle North American projecten als de F-108 en de North American XB-70 Valkyrie. Andere componenten deden het echter veel beter; zo werd de raketmotor voor de latere Redstone, Thor en Atlas-raketten gebruikt. De AGM-28 Hound Dog, de atoomduikboot USS Nautilus (SSN-571) en de North American RA-5C Vigilante marineverkenner namen het automatische traagheidsnavigatiesysteem van de Navaho over.